# Дело Ротко
Дело Ротко — длительное судебное разбирательство в отношении наследства американского художника Марка Ротко между его дочерью Кейт Ротко, его душеприказчиками и руководством арт-дилерской компании «Мальборо». Резонансное дело, раскрывшее подноготную деятельности нью-йоркских арт-дилеров, разворачивалось в первой половине 1970-х годов и достигло кульминации одновременно с Уотергейтским скандалом, в связи с чем и было прозвано журналистами «уотергейтом арт-мира»:352.
Марк Ротко покончил жизнь самоубийством 25 февраля 1970 года, не оставив предсмертной записки. За полтора года до своей смерти, 13 сентября 1968 года Ротко через своего налогового консультанта Бернарда Райса составил завещание, согласно которому большая часть наследства — почти 800 картин общей стоимостью более 20 млн долларов и около 300 тыс. долларов наличными — отходила его благотворительному фонду, учреждённому одновременно с подписанием завещания. В уставе перед фондом Ротко ставилась задача заботы о творческом наследии Ротко, а также помощь неимущим художникам и писателям. В попечительский совет фонда вошли несколько именитых искусствоведов и три душеприказчика Марка Ротко: юрист Бернард Райс, художник-абстракционист Теодорос Стамос и профессор антропологии Мортон Левин.
Вопреки завещанию половина наследства художника по закону должна была достаться его супруге, но она скоропостижно скончалась от инфаркта летом 1970 года. Равноправными наследниками Ротко наряду с его фондом стали его двое детей — 19-летняя Кейт и 6-летний Кристофер. Кейт Ротко обратилась в фонд с требованием передать ей причитающуюся долю наследства не деньгами, а картинами: она хотела взять на себя заботу хотя бы о части произведений, созданных её отцом. Как выяснилось, фонд Ротко в лице трёх душеприказчиков ещё в мае 1970 года заключил два договора с нью-йоркским филиалом учреждённой в Лихтенштейне компании «Мальборо» и уже не владел картинами Ротко. По первому договору купли-продажи галерея приобрела у фонда в беспроцентную рассрочку на 13 лет 100 лучших полотен Ротко за 1 млн 800 тыс. долларов. По второму договору фонд передал галерее «Мальборо» оставшиеся работы на реализацию под 50 % комиссионных. Уплатив первый взнос в 200 тыс. долларов, галерея «Мальборо» получила в своё распоряжение всё творческое наследие Марка Ротко. О сделках фонда с галереей другие члены его попечительского совета не знали, а Бернард Райс для придания законности произошедшему отредактировал устав фонда. Фонд более не ставил своей целью заботу о творческом наследии Ротко, а концентрировался исключительно на субсидиях бедным деятелям искусства, для чего фонду, якобы, и требовалось обратить картины в деньги.
В ноябре 1971 года адвокаты детей Марка Ротко обращаются в суд. Они обвинили душеприказчиков художника в заговоре с целью присвоить наследство обманным путём, потребовали их отстранения от обязанностей душеприказчиков и аннуляции мошеннических договоров. Дело Ротко продвигалось в суде медленно, что было на руку галерее «Мальборо», которая продолжала распродавать картины Ротко в частные коллекции. Тем не менее, Кейт Ротко удалось добиться запрета на продажу картин Ротко ещё до начала процесса, который наложил нью-йоркский судья М. Мидоник. К делу подключилась нью-йоркская прокуратура, увидевшая в деятельности душеприказчиков ущемление общественных интересов, и в частности художественных музеев, желавших приобрести работы Ротко. Помощник прокурора Гарольд Харроу начал масштабное расследование с привлечением документации галереи и опросами её сотрудников как в нью-йоркском филиале, так и в Европе. По результатам расследования Харроу генеральный прокурор Нью-Йорка Лефковиц присоединился к иску детей Ротко и выдвинул обвинение к самой галерее «Мальборо», скрывавшей настоящий размер дохода от проданных картин с целью уменьшить долю наследников.
Судебный процесс по делу Ротко открылся 14 февраля 1974 года в Саррогейтском суде Нью-Йорка. Материалы предварительного следствия насчитывали более 23 тыс. страниц, в деле было представлено более 500 доказательств. Сторона защиты утверждала, что за год до своей смерти Марк Ротко заключил с галереей «Мальборо» эксклюзивный договор сроком на 8 лет, согласно которому галерея обязалась приобретать четыре картины художника в год, чтобы обеспечить ему постоянный годовой доход в 100—120 тыс. долларов. После смерти Ротко душеприказчики могли сохранить действие этого договора, но они предпочли подписать новые договоры, чтобы сразу обеспечить нормальное функционирование фонда. Сторона обвинения отвечала, что в распоряжении фонда уже имелось 300 тыс. долларов наличными и в спешной продаже картин не было необходимости. Кроме того, фонд не получил никаких огромных средств от продажи картин, а только первые 200 тыс. долларов. Новые договоры, по которым картины Ротко ушли по бросовым ценам, были выгодны исключительно галерее «Мальборо» и троим душеприказчикам. Судья Мидоник выделил в процессе два направления: конфликт интересов у душеприказчиков Ротко и мошенничество галереи «Мальборо». Из показаний свидетелей выяснилось, что Бернард Райс был не только налоговым консультантом Марка Ротко, но и секретарём-казначеем нью-йоркского отделения «Мальборо», и это именно он уговорил Ротко сотрудничать с галереей «Мальборо». Для дачи показаний в Саррогейтский суд был вызван владелец компании «Мальборо» Фрэнк Ллойд. Изворотливый бизнесмен от современного искусства, Ллойд пытался умалить популярность Ротко и раздуть свою роль в финансовом успехе художника. Галерея «Мальборо» распродавала картины Ротко по невысоким ценам якобы для того, чтобы расширить круг потенциальных клиентов, чтобы «подсадить» арт-рынок на Ротко не только в США, но и в Европе, чтобы потом взвинтить цены на остальные работы. Прокурор Лефковиц уточнил, что «Мальборо» продавала картины Ротко по дешёвке подставным покупателям, аффилированным с Ллойдом и даже зарегистрированным в том же Лихтенштейне. Судья Мидоник обвинил Ллойда в нарушении запрета на продажу картин Ротко: по приказу Ллойда 57 сделок «Мальборо» были сфальсифицированы и оформлены задним числом.
Приговор судьи Мидоника по делу Ротко, оглашённый 18 декабря 1975 года, насчитывал 87 страниц. Бернард Райс был признан виновным в действиях в условиях конфликта интересов. Два других душеприказчика были повинны в разбазаривании наследства: художник Стамос закрыл глаза на двойную игру Райса за выгодный контракт с «Мальборо», антрополог Левин тоже не остановил Райса, потому что ему «Мальборо» пообещала профинансировать издание его книги. Решением суда все три душеприказчика были отстранены, а договоры фонда Ротко с «Мальборо» были аннулированы. «Мальборо» и лично Ллойд были признаны виновными в нарушении судебного запрета на продажу картин, их обязали выплатить штраф суду в размере 3,3 млн долларов и вернуть ещё не проданные картины Ротко в фонд. Ущерб, нанесённый детям Ротко душеприказчиками и «Мальборо», был оценён в 15,7 млн долларов. Его уплата была возложена на душеприказчиков и «Мальборо» в долях, соответствующих их вине. Ещё до оглашения приговора Фрэнк Ллойд скрылся от правосудия на Багамах. Из галереи «Мальборо» были вывезены в Канаду все ценные произведения, а средства компании были выведены из американских банков. Ллойд планировал вывезти все имевшиеся в распоряжении «Мальборо» произведения искусства из Канады в Европу, но ему помешал всё тот же расторопный помощник прокурора Гарольд Харроу, вылетевший в Канаду с подписанным судьёй Мидоником запретом на перемещение из Канады ценностей, принадлежавших «Мальборо». Ллойд вернул более 40 уже якобы «проданных» полотен Ротко, которые хранились в тайниках «Мальборо» в Европе. Нью-йоркская прокуратура выдала ордер на арест Ллойда 8 марта 1977 года. В 1982 году Ллойд сдался прокурору Нью-Йорка и был осуждён сразу по трём уголовным делам. Ему грозило тюремное заключение сроком в 3—8 лет, но он выплатил всё штрафы и заключил с судом дополнительную сделку, обязавшись учредить стипендии особо одарённым молодым художникам. Как «не опасный для общества», старый и больной человек, Ллойд был помилован.